# Зденко Блажековић
Зденко Блажековић (Бихаћ, 23. септембар 1915 — Загреб, 12. јануар 1947) био је хрватски фашистички функционер.
Налазио се на више положаја у усташком режиму Другог светског рата у Независној Држави Хрватској (НДХ). Био је студентски комесар Универзитетског центра Усташе (УЦУ), вођа мушке усташке омладинске организације и спортски комесар у НДХ.

## Биографија
Рођен у Бихаћу 23. септембра 1915. године, пореклом из Ливна. Завршио је средњу школу у Осијеку прије него што се пријавио за Политехнички факултет у Загребу с намјером да постане грађевинар. У младости је био члан разних хрватских културних и атлетских организација, чак је играо и као голман фудбалских клубова Хајдук Сплит, Осијек и ХАШК.
Убрзо постаје члан конзервативне Хрватске сељачке странке (ХСС), Блажековића су југословенске власти неколико пута хапсиле због учешћа у различитим хрватским омладинским организацијама које су га често доводиле у сукобе са левичарским студентима. Придружио се фашистичким усташама 1939. године. Након инвазије Сила Осовине на Југославију и успостављања НДХ, Славко Кватерник у априлу 1941. године га именује у новоосновани надзорни одбор усташе. Истог мјесеца постао је и вођа Свеучилишног штаба усташе и Усташке омладине, оптужене за организовање студентских тијела на Универзитету у у Загребу и промовисање усташке политике спрјечавања свих нехрвата да похађају универзитете у земљи.
Године 1942. био је укључен у формирање 13. усташке јуришне чете, а до 1943. године стекао је мјесто у Хрватском сабору. Између 1942 и 1943, био је укључен у регрутовање ученика да се придруже личном тјелохранитељу Анте Павелића и унапређен је у чин мајора. На месту шефа Устаничког универзитетског универзитета и усташке омладине био је до јануара 1945, када је постављен за комесара за физички васпитање и спорт. Блажековић је у мају 1945. побјегао из Загреба од југословенских партизана и завршио у избјегличком кампу у Салцбургу у Аустрији. У августу су га ухапсиле америчке снаге које су га изручиле Југославији 12. фебруара 1946. Судило му се у Загребу 12. јануара 1947, осуђен је на смрт и погубљен истог дана.